# Autorail type 608 SNCB
Le Type 608 était une petite série d'autorails diesel rapides lourds utilisés par l'opérateur ferroviaire historique belge  SNCB entre 1939 et 1963.

## Histoire
Au milieu des années 1930, les premiers moteurs diesel relativement fiables deviennent disponibles et les opérateurs ferroviaires décident de mettre cette technologie prometteuse et économique en œuvre au plus vite. Il reste toutefois à choisir parmi plusieurs fabricants de moteurs (Maybach, Ganz, SEM/Carels...) mais également parmi plusieurs types de transmission (trois approches sont proposées : purement mécanique, électrique et un peu plus tard hydraulique). 
Entre 1930 et 1936, la SNCB met ainsi en service pas moins de 14 types différents d'autorails pour un effectif total de 38 engins (la toute grande majorité des types ne comportant qu'un seul engin, commandé au titre de prototype). 
Fin 1938, 6 séries plus importantes sont toutefois commandées, parmi lesquelles deux mettent en œuvre une transmission diesel - mécanique : le type 608 disposant d'une caisse unique et le type 620 qui en comportait deux. Si la carrosserie des deux engins semble radicalement différente, leur chaine de traction était bien identique (moteur diesel de type 8B73K de Carels à huit cylindres, délivrant 370 CV et disposés - conjointement avec la boite de vitesses - fabriquée par SLM Winterthur et commandée par électrovalve - directement sur le bogie) : le type 620 disposant d'un bogie - moteur sous chaque caisse, similaire - quoique différent - à celui du type 608). La commande porte sur 6 engins monocaisse (aux Forges Usines et Fonderies Haine-Saint-Pierre) et 12 engins bicaisse (à Baume et Marpent). 

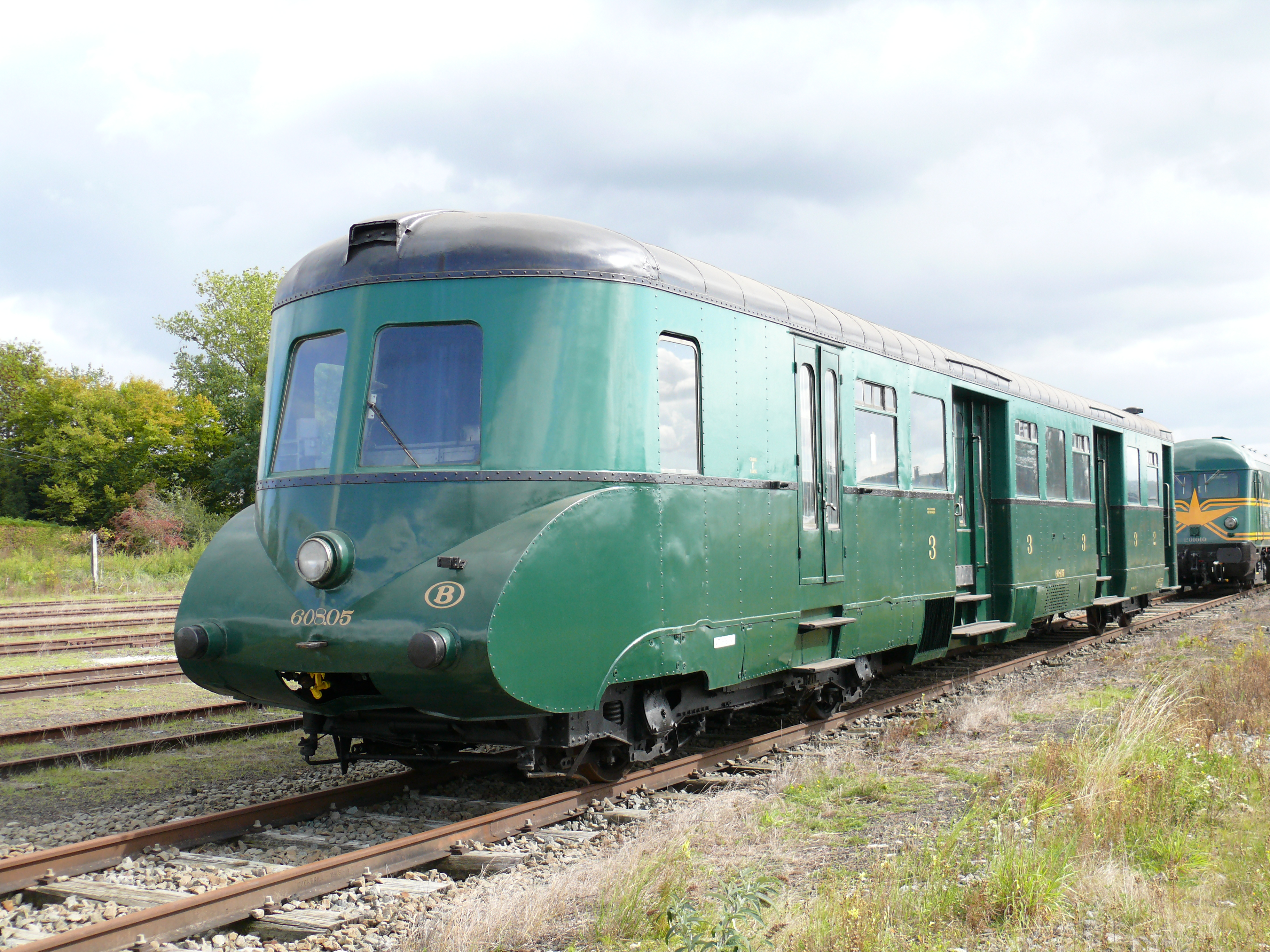
L'autorail préservé 608.05 à Mariembourg en 2010

## Préservation
Un exemplaire de cette série (le 608.05) est conservé par le patrimoine historique de la SNCB (Trainworld). Il n'est pas en état de marche et est exposé au Musée de Treignes du CFV3V.